# カルロス・マヌエル・アラナ・オソリオ

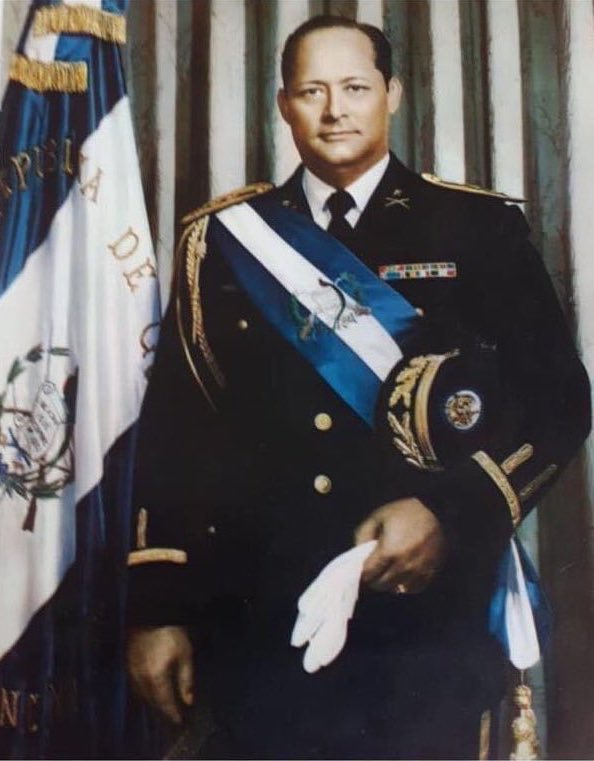
公式の肖像

カルロス・マヌエル・アラナ・オソリオ（Carlos Manuel Arana Osorio、1918年7月17日 - 2003年12月6日）は、グアテマラの軍人および政治家で、1970年から1974年にかけてグアテマラの大統領をつとめた。ゲリラに対してもっとも強硬な作戦を取った大統領のひとりとして知られる。

## 生涯
アラナはサンタ・ローサ県バルバレーナに生まれ、1939年にグアテマラシティの軍学校を卒業した。グアテマラ国軍での階級は大佐にのぼった。
1966年、アラナは東部のサカパ県の軍事総督に任命され、翌年にかけてサカパの農民ゲリラに対して過酷な掃討作戦を起こした。1968年にはニカラグア大使に任命された。
1970年3月の大統領選挙 (1970 Guatemalan general election) で右派の国民解放運動(MLN)および制度的民主党(PID)の候補に指名されて帰国したアラナが43%の得票率を得て革命党(RP)やキリスト教民主党(DCG)の候補を破って大統領に選出され、同年7月1日に大統領に就任した。その3か月前の1970年4月には在グアテマラ西ドイツ大使のカール・フォン・シュプレーティ (Karl von Spreti) が武装反乱軍(FAR)に誘拐されて殺害される事件が起きている。
同年11月22日にアラナは1年間の戒厳令を敷いて、厳格な検閲と外出制限を設け、また死の部隊によって左派シンパや反政府団体の長が殺害された。ゲリラのみならず学生や労働者の運動や政敵についても迫害を行った。アムネスティ・インターナショナルによると、戒厳令下の最初の2か月だけで政府または非公式の準軍事組織によって700人が処刑された:5。ゲリラによる誘拐・殺人も以前にない規模に達し、1970-71年の間だけで7000人が殺害または行方不明になったとされる:5-6。
ゲリラ側では、新たに武装人民組織(Organización del Pueblo en Armas, ORPA)がロドリーゴ・アストゥリアス（ノーベル文学賞を受賞したミゲル・アンヘル・アストゥリアスの子）によって1971年に組織され、アティトラン湖周辺を中心に活動した。彼らはゲリラの中ではもっとも組織的であり、何年もかけて戦闘員を教育した。同じ頃にキチェ県北部辺境のイシュカン (Ixcán) には貧民ゲリラ軍(Ejército Guerrillero de los Pobres, EGP)という団体が組織された。
1974年3月の大統領選挙 (1974 Guatemalan general election) ではアラナ政権の防衛相であったキエル・エウヘニオ・ラウヘルド・ガルシアが、やはり国民解放運動および制度的民主党の候補として当選し、7月1日に後継の大統領に就任した。この選挙は不正であったとされ、1982年にエフライン・リオス・モントがクーデターを起こすまで軍事政権による詐欺的な選挙が続いた。その後ふたたびニカラグア大使をつとめた。
1980年代以降アラナは病気のために引退状態にあり、2003年に首都のグアテマラシティで没した。